# Point (гурт)
POINT — український гурт. Грає в стилі альтернативний рок.

## Історія
Проєкт «POINT» був створений трьома музикантами колишніх київськихгуртів Monkey's Work, Coming Trust і Western Road — Євгеном Рибковським, Павлом Ватіним і Олександром Ковачем в 2005 році.
Хлопці знали один одного ще з початку 90-х, але грали в різних гуртах різну музику. Monkey's Work, проєкт Євгена Рибковського, грали прифанкований рок, Western Road, в склад якого входив Олександр Ковач — глем, Coming Trust (на той період колишній учасник групи Irritator), дітище Павла Ватіна — експериментальний дез/треш метал та індустріальний рок.
В 1993 році, Ковач вирішив покинути «Western Road» і приєднатися до гурту Monkey's Work. Разом з Рибковським їм вдалось створити збиту і потужну ритм секцію. З часом проект «Monkey's Work» трансформувався в тріо, а незабаром — припинив своє існування. Ковач і Рибковський змінили своє амплуа і створили free/acid jazz проект «Freelines».
В травні 1997 році Євген Рибковський і Павло Ватін вирішили спробувати свої сили в електронній музиці. В той час Павло вже достатньо активно експериментував з різними електронними напрямами, що дозволило музикантам вийти за рамки звичайної живої музики і використовувати в своїй творчості синтетичні і семпільовані звуки. Першою ластівкою в новому для хлопців напрямку стала інструментальна композиція в стилі диско-фанк «In Full Swing». Хлопці продовжили експериментувати і написали ще кілька композицій в аналогічному стилі.
Наприкінці 1998 року музиканти прийняли пропозицію взяти участь в проекті «Танки». Група грала легку альтернативну музику. В цей період до проекту приєднується Олександр Ковач, котрий до того часу знаходився в творчій відпустці. Через кілька місяців, в травні 1999 року, Євген, Олександр і Павло покинули «Танки» і вирішили створити окремий проект, котрий назвали «Kemchi» в честь одного з героїв дитячої книжки, виданої в Лондоні колишнім бас-гітаристом групи Coming Trust Сергієм Ганіним.
Стиль, вибраний «Kemchi», найбільш точно можна охарактеризувати як фанк з елементами інших музичних стилів — від панк року до олдскул джанглу. Іншими словами, «Kemchi» стали продовженням музичних експериментів 1997 року. Проект носив експериментальний характер — на концертах звучали електронні підкладки, а на записі часто використовувались фанкові петлі та різні семпли, які імітували звучання джазових колективів. Одна з композицій з першого альбому «The Kemchi» — «Sexy Baby Boom» неодноразово звучала по лондонському радіо.
Незважаючи на, здавалося б, вдало вибрану формулу, музиканти не переставали експериментувати зі стилем і звуком. Акцент все більше зміщався в сторону якісного живого звучання, пошуків нових шляхів заповнення простору лише трьома інструментами і, як виняток, електронних підкладок на живих виступах.
Врешті-решт, музикантами було зроблено упор на більш потужний і в разом з тим розчищений гітарний саунд, фундаментом якого виступала потужна ритм-секція. Протягом кількох років група продовжувала розвиватися, все більше концентруючись на покращенні якості виконання музики на живо. Музика зазвучала настільки по-іншому, що наприкінці 2005 року музикантам довелось відмовитись від старої назви на користь «The Point», що означає крапку, пункт, щось чітко визначене, що має положення, і разом з тим, не має розміру. Таким чином, хлопці поставили «крапку» на пошуках оптимальної назви для проекту.
Перший альбом «POINT» — «Reincarnation» був випущений наприкінці 2006 року компанією «Moon Records».
На початку 2007 року, натхненна успіхом свого першого офіційного релізу, група знімає свій перший відеокліп на ліричну пісню «Unique Face». Знімала кліп відома львівська команда «Invert Pictures» під керівництвом режисера-кліпмейкера Тараса Химича.
У 2008 році «POINT» знаходилась в пошуку нового звучання, результатом чого став запис кількох пісень з новим, більш сучасним саундом. На одну з них, «God's Real», було знято відео. Кліп на добровільних началах зняв і змонтував Валентин Зубаков. Співавтором режисера виступив барабанщик групи «POINT» Олександр Ковач.
В травні 2009 року режисер Руслан Поночівний зняв відео на пісню «Who Breaks the Silence». В відеокліпі знімались професійні актори і група каскадерів XGST.
В грудні 2009 року «POINT» розпочинає співпрацю з виконавцями Dj HEMP SHARK та клавішником Павлом Гвоздецьким, організовуючи концерти з виконанням нових композицій гурту в стилі «фанк».
У 2010 році до гурту приєднується Дмитро Сазонов як вокаліст.
2 грудня 2011 року гурт видав свій другий альбом «2».

## Склад гурту
- Дмитро Сазонов — вокал
- Євген Рибковський — бек-вокал, бас-гітара
- Павло Ватін — гітара
- Олександр Ковач — ударні

## Дискографія

### Альбоми
- Reincarnation (2006)
- 2 (2011)

### Сингли
- God's Real (2009)

### DVD
- POINT (DVD) (2009)

## Відеографія

### Музичні кліпи
- Unique Face — http://www.youtube.com/watch?v=I1qYmT4h_Xk [Архівовано 27 вересня 2016 у Wayback Machine.]
- God's Real — http://www.youtube.com/watch?v=ckH13YR5VXY
- Who Breaks The Silence — http://www.youtube.com/watch?v=hT-WZj1OpQ0
- Snow — http://www.youtube.com/watch?v=Twfvs2UpJ94
- One day;— https://www.youtube.com/watch?v=nl7bYPcZx88

### Концертні записи
- God's Real
- Night comes
- I'm a Man (live)
- I'm a Man (Tuborg version)